# Саморукова, Ирина Владимировна
Ири́на Влади́мировна Самору́кова (род. 1 января 1961, Куйбышев) — российский литературовед, литературный критик, писательница. Доктор филологических наук. Одна из ведущих специалистов по теории современного литературного процесса в России.

## Биография
Окончила Куйбышевский государственный университет (1984). С 1985 года преподаёт в Куйбышевском (Самарском) университете. В 1990 году в Свердловске защитила кандидатскую диссертацию «Категория праздника в художественном мире Юрия Олеши».
Доктор филологических наук с 2003 года (тема диссертации — «Художественное высказывание как эстетическая деятельность: типология и структура креативного опыта в системе дискурсов»), профессор кафедры русской и зарубежной литературы. Специалист по постмодернизму, фольклору и современной русской литературе, в частности, по творчеству Владимира Сорокина.
Автор более 100 научных статей, а также многочисленных эссе, обзоров и рецензий. Публиковалась в вестнике современного искусства «Цирк „Олимп“», в журналах «Город», «Перформанс», «Литературоведение», «Новое литературное обозрение» и газете «Культура». В 2014 году член жюри литературной премии «НОС».
Сын — кандидат филологических наук Илья Игоревич Саморуков (род. 1981).

## Книги
- Гармония — цель — гармония. Художественное сознание в зеркале притчи. — М.: Издательство Международного института семьи и собственности, 1997. — 135 с. — В соавторстве с С. З. Агранович.
- Двойничество. — Самара: издательство «Самарский университет», 2001. — 132 с. — В соавторстве с С. З. Агранович.
- Дискурс — художественное высказывание — литературное произведение: Типология и структура эстетической деятельности. Самара: «Самарский университет», 2002.
- Тюратам — Самара: издательство «Засекин», 2015. — 260 с.

## Доклады на научных конференциях
- Феномен заглавия (РГГУ, 2001 год) — «Заглавие как индекс дискурсивной стратегии произведения (В. Сорокин „Голубое сало“; С. Ануфриев, П. Пепперштейн „Мифогенная любовь каст“»[3]
- II научная конференция «Поэтика русской литературы» (РГГУ, 2001 год) — «Дискурсивная стратегия русского романа (И. А. Гончаров „Обломов“)»[3]
- Русская культура XX века: Итоги столетия (РГГУ, 2001 год) — «Модели художественного высказывания в русской прозе XX века»[3]
- Фантастика и технологии: памяти Станислава Лема (Самара, 2007) — «Конструирование фантастического в литературе»[4]
- Коды русской классики: «провинциальное» как смысл, ценность и код (Самара, 2007) — «Классические корни примитивистской поэзии: Игнатий Лебядкин и Николай Олейников»[5]